# Палатинуш (озеро)
Палатинуш (венг. Palatinus) — искусственное озеро в Венгрии, расположенное у города Эстергом в районе медье Комаром-Эстергом. Среди местных жителей известно под названием Пала, также встречается его полное название Шаторкёпустаи (венг. Sátorkőpusztai-tó). Площадь поверхности — 0,32 км².

## Описание

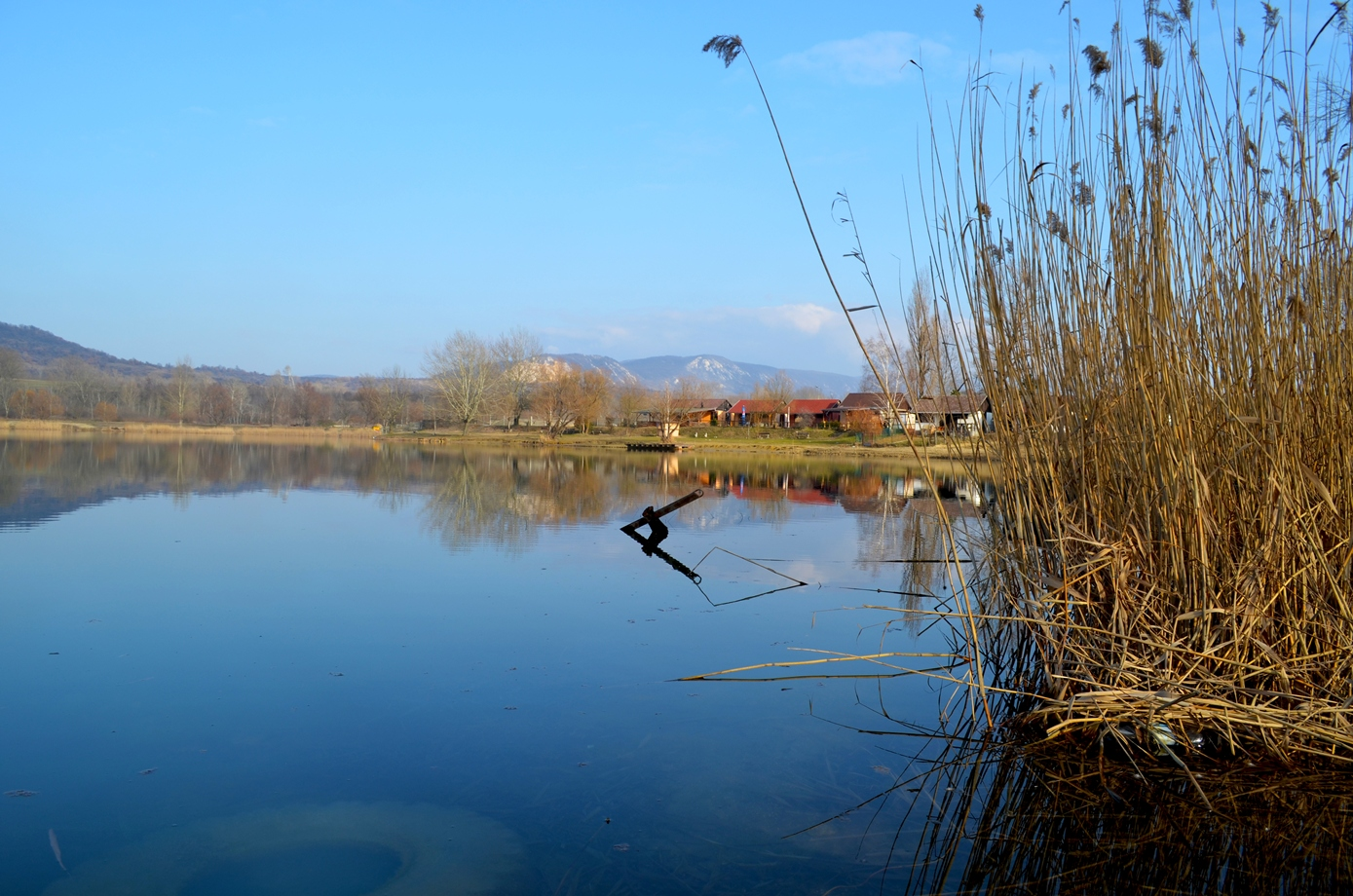
Берег озера Палатинуш

Это озеро находится рядом с городами Эстергом и Дорог, на горе недалеко от долины Пилиш. Питается подземными водами и считается самым чистым озером Венгрии, является также самым большим озером в медье Комаром-Эстергом. Озеро появилось в 1950-е годы на месте шахты по добыче бурого угля в деревне Дрост у местечка Дорог. Имя «Палатинуш» ему присвоили будапештские пловцы, которых впечатлила прозрачность и чистота озера, сравнимая с водой у столичного пляжа Палатинуш (песок является природным фильтром). Возле озера находятся магазин, телецентр и гостиница.
В 1953 году было основано общество рыболовов, которые повели разговоры о начале разведении рыбы в озере. Северная сторона озера служит пляжем и популярна среди любителей купания и дайвинга. На южном берегу занимаются рыболовством и разведением рыбы с 1953 года. С 2006 года действует музей дайверов. Средняя температура воды летом составляет +19 °C.